# 入谷駅 (神奈川県)

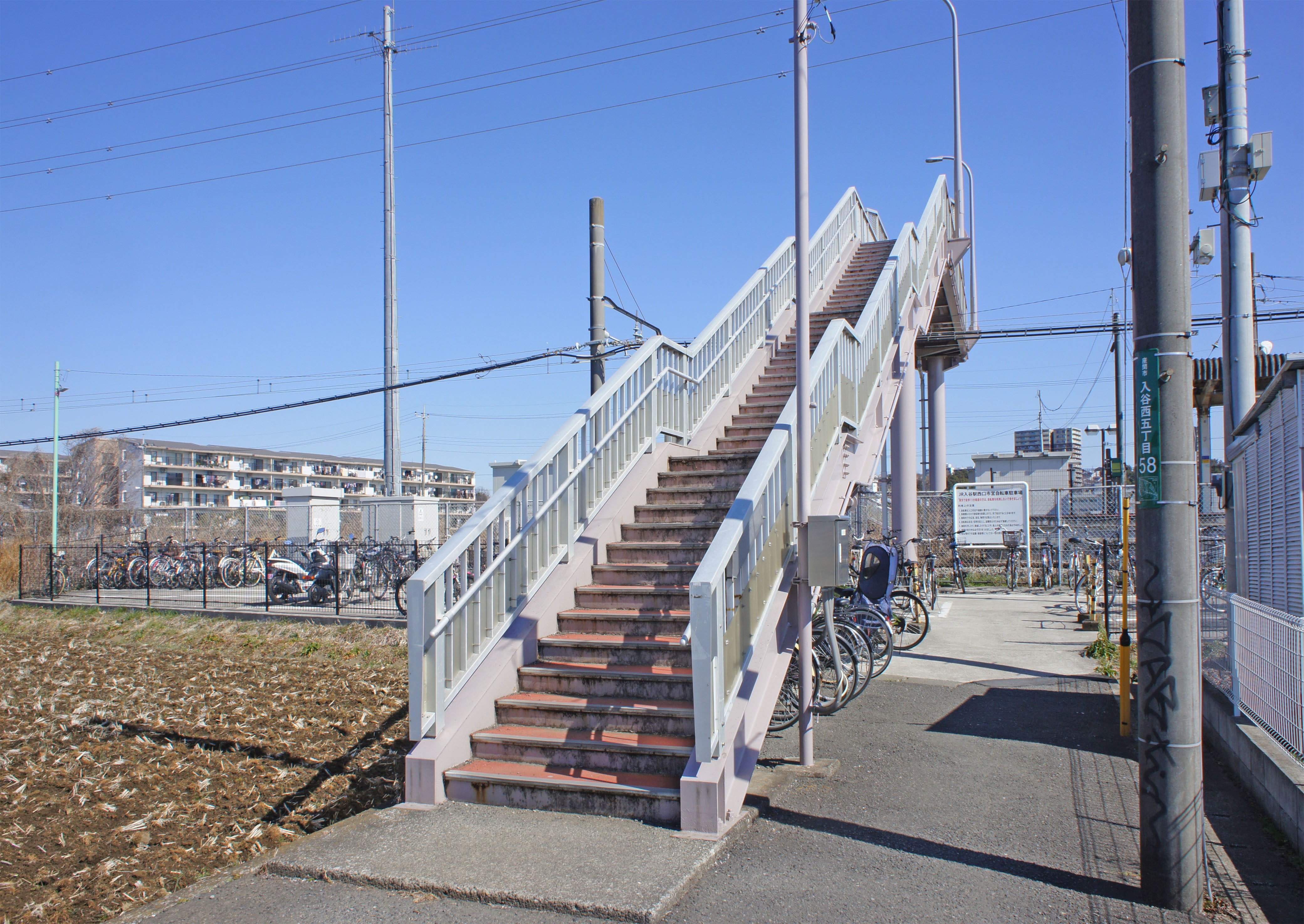
西側出入口（2022年2月）

入谷駅（いりやえき）は、神奈川県座間市入谷西五丁目45番にある、東日本旅客鉄道（JR東日本）相模線の駅である。

## 歴史
- 1935年（昭和10年）6月23日：相模鉄道の駅として開業[1]。
- 1944年（昭和19年）6月1日：国有化、運輸通信省（後の日本国有鉄道）相模線の駅となる[1]。
- 1961年（昭和36年）2月1日：貨物取扱を廃止[1]。
  - 駅構内から相模川へ向かう砂利運搬用の610 mm軌間および762 mm軌間（小田急砂利軌道）のトロリー線が存在した。
- 1962年（昭和37年）10月10日：駅員無配置駅となる[2]。
- 1987年（昭和62年）4月1日：国鉄分割民営化により、JR東日本の駅となる[1]。
- 2001年（平成13年）11月18日：ICカードSuica供用開始。

## 駅構造
単式ホーム1面1線の地上駅。2016年2月に宮山駅と倉見駅が無人化される前までは、相模線唯一の完全無人駅だった。最盛期には砂利採取線から運搬された砂利の積み出し駅として、橋本方東側に広い構内があり駅員が配置されていた。
乗車駅証明書発行機、簡易Suica改札機が設置されている。

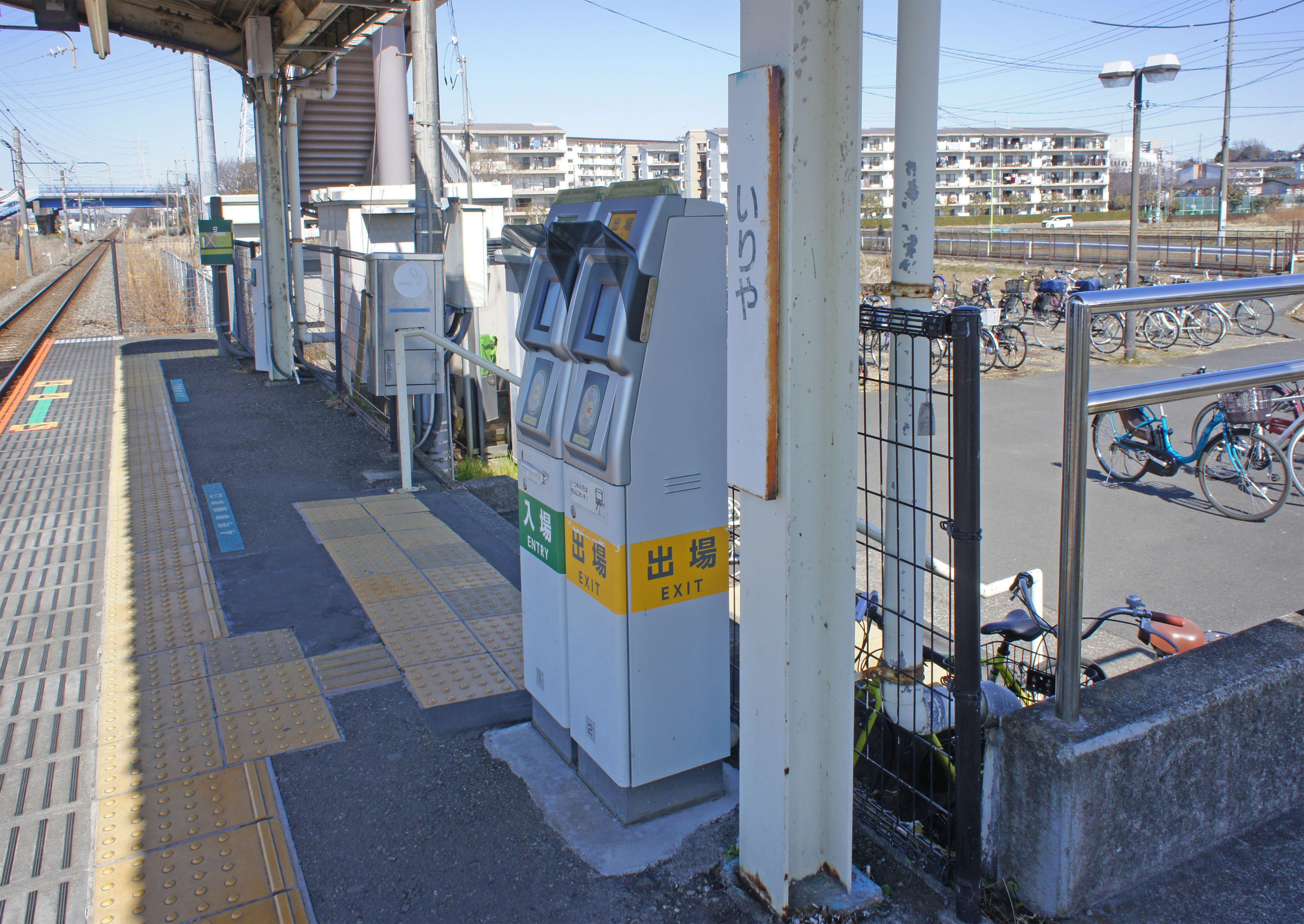
改札口（2022年2月）
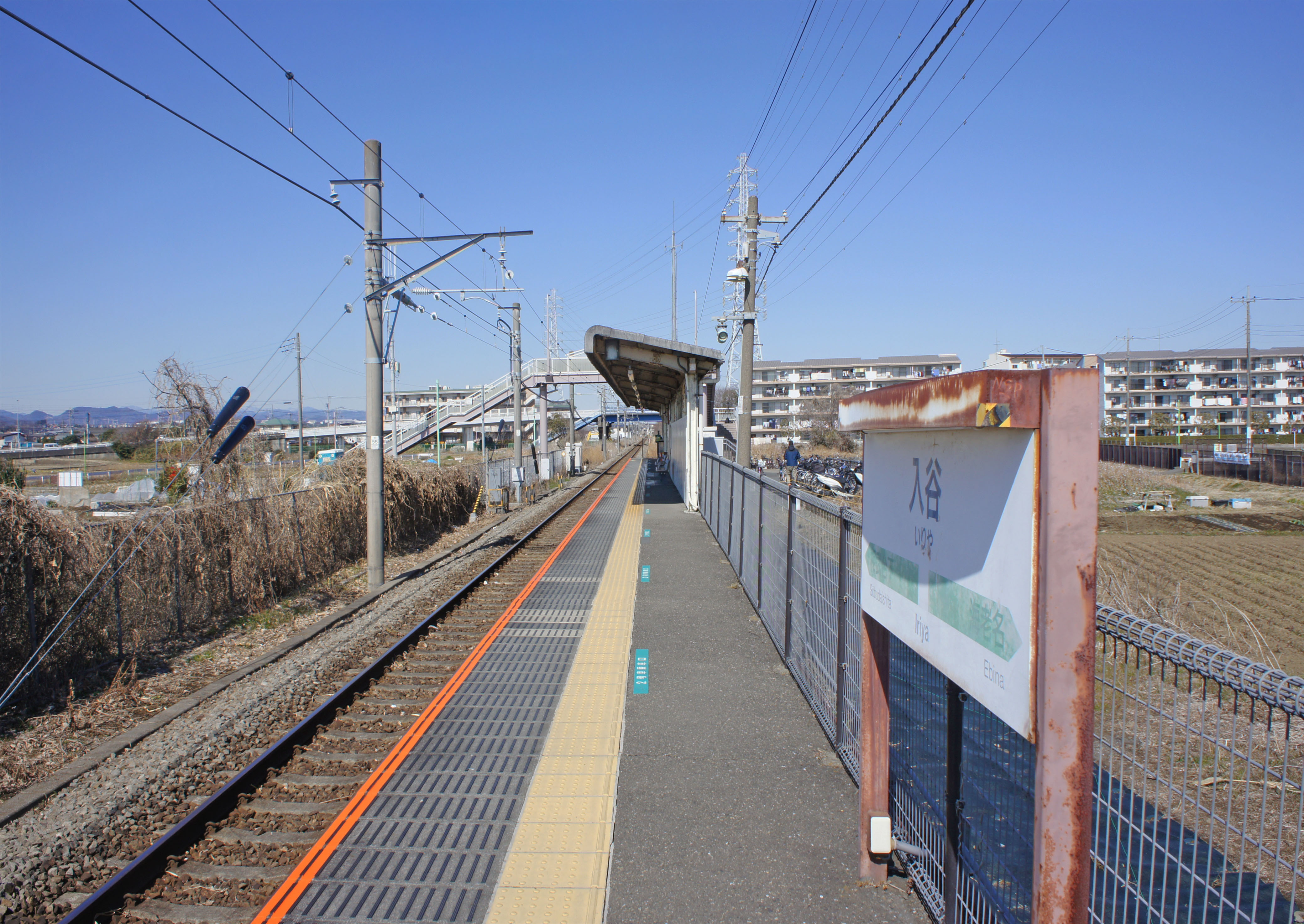
ホーム（2022年2月）

## 利用状況
2007年度（平成19年度）の1日平均乗車人員は1,091人である。相模線の駅では最も少ない。
近年の推移は下記の通り。
| 年度               | 1日平均 乗車人員 |
| ------------------ | ---------------- |
| 1998年（平成10年） | 655              |
| 1999年（平成11年） | 677              |
| 2000年（平成12年） | 665              |
| 2001年（平成13年） | 677              |
| 2002年（平成14年） | 697              |
| 2003年（平成15年） | 698              |
| 2004年（平成16年） | 710              |
| 2005年（平成17年） | 808              |
| 2006年（平成18年） | 893              |
| 2007年（平成19年） | 1,091            |

## 駅周辺

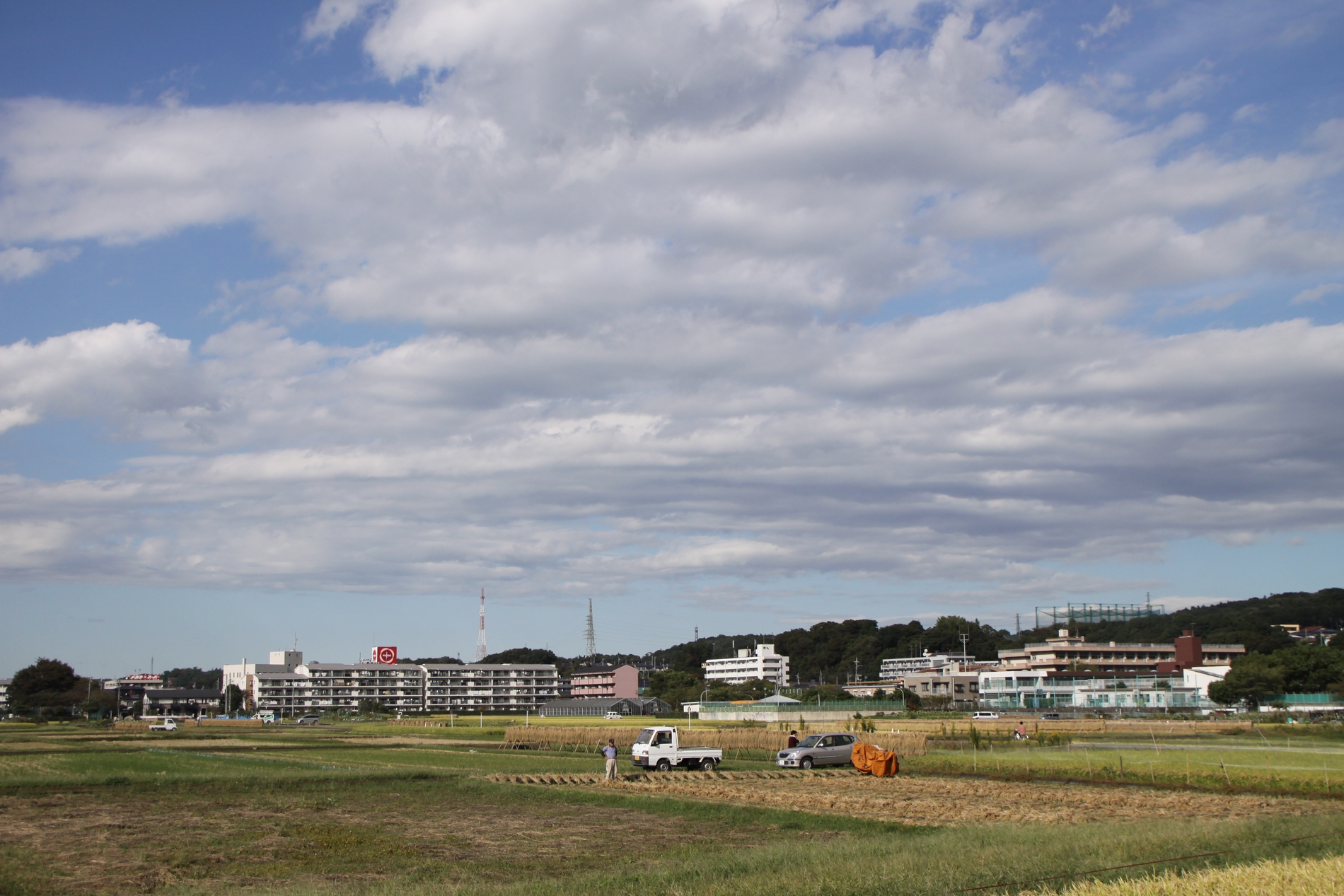
駅周辺（2009年10月）

駅敷地を含めた周辺は市街化調整区域に指定されている。さらに駅敷地の周囲は農業振興地域に指定され、農地以外での土地利用（農地転用）が厳しく制限されている。周囲には田圃が広がり、駅から最も近い家屋でも100 m以上離れているような場所に立地している。
・
- 神奈川県立座間支援学校
- 座間市立入谷小学校
- 座間市立西中学校
- 座間警察署
- JAさがみ座間支店
- 鈴鹿明神社
- 東京都道・神奈川県道51号町田厚木線
- 小田急小田原線 座間駅
- 座間市コミュニティバス「入谷駅西口」停留所
- MEGAドン・キホーテUNY 座間店

## 隣の駅
東日本旅客鉄道（JR東日本）
■相模線
海老名駅 - *上今泉駅 - 入谷駅 - *本座間駅 - 相武台下駅
*打消線は廃駅